# Kultura unieważniania
Kultura unieważniania (ang. cancel culture, skr. cc, także: cancelowanie) – forma kulturowego, pozaprawnego, zbiorowego, przede wszystkim sieciowego, karania osób i instytucji łamiących normy społeczne uznawane przez różne grupy społeczne.
Pojęcie kultury unieważniania ma wydźwięk negatywny i jest używane głównie jako element polemiki z lewicowym aktywizmem. Różne formy kultury unieważniania są jednak również stosowane przez prawicę, np. przez społeczność graczy, która protestowała przeciwko wysiłkom producentów gier dążących do zapewnienia większej różnorodności postaci w grach komputerowych.

## Definicje
Kultura unieważniania była definiowana w różny sposób przez wielu naukowców. Pojęcie to doczekało się zarówno szerokich, jak i wąskich ujęć.

### Pippa Norris
Politolog Pippa Norris wskazała w 2020, że cancelowanie to każda forma kulturowego bojkotu osób bądź instytucji łamiących ogólnie przyjęte normy społeczne. W tym kontekście może ono być postrzegane jako kolejna odsłona znanych z historii wojen kulturowych. W ujęciu Norris bojkot taki ma postać odmowy zainteresowania daną osobą, zakupu wytwarzanych przezeń dóbr, głosowania na nią czy wspierania w jakikolwiek sposób. Może odnosić się także do państw łamiących normy międzynarodowe, stosujących agresywne czy odrażające praktyki, ale także do establishmentu sportowego krytykowanego oddolnie przez środowiska kibicowskie.

### Meredith Clark
Węższe ujęcie tematu zaproponowała profesor Northeastern University, Meredith Clark, również w 2020. Uważa ona kulturę unieważniania za formę bojkotu kulturowego nakierowanego na wyegzekwowanie zasad sprawiedliwości społecznej, określając ją dekolonizacją wewnętrzną i upatrując jej źródła w amerykańskich ruchach społecznych z lat 60. XX wieku. Według Clark celem takich działań jest eliminacja dyskryminacji i niesprawiedliwości, a także wykluczenia.

### Clementine Morrigan
W tym samym roku swoją definicję zagadnienia zaproponowała publicystka Clementine Morrigan twierdząca, że cancel culture, to w istocie kolektywne, on-linowe wymierzenie kary osobom, których wypowiedzi są obraźliwe bądź problematyczne. Podobne stanowisko zajęła youtuberka Natalie Wynn, która stwierdziła, że w takim wypadku karą jest ostracyzm wobec ludzi łamiących społeczne normy. Obie te wypowiedzi wskazują na mocno sieciowy charakter zjawiska, nawiązujący do internetowego linczu czy doxingu (publicznego, niezgodnego z przepisami, udostępnienia w sieci informacji umożliwiających identyfikację osoby lub organizacji).

### Hervé Saint-Louis
Hervé Saint-Louis z Université du Québec à Chicoutimi w 2021 roku zdefiniował cc jako formę publicznego, zbiorowego karania jednostki w sposób niosący konsekwencje dla całego życia tej osoby, zarówno w kontekście zawodowym, jak i prywatnym. Kara nie ma dotyczyć jednego wydarzenia czy pojedynczej sfery, ale wpłynąć na całe życie osoby karanej, zmieniając je w sposób trwały i w zasadzie nieodwracalny.

### Gwen Bouvier
Gwen Bouvier (Shanghai International Studies University) oraz Michael James Boland (University College Cork) w 2020 i 2021 roku wskazali, że opisywane zjawisko dotykać ma osób z establishmentu łamiących normy społeczne, których usunięcie ze szczytów władzy w inny sposób nie jest możliwe z uwagi na różnego rodzaju koneksje i zależności. Odsunięcie od władzy ma zatem być już samo w sobie dotkliwą karą dla osób uprzywilejowanych i chronionych przed krytyką. Eliminacja dotyczyć ma niejednokrotnie nie tylko samych osób, ale też ich dzieł i prac.

### Jacek Zydorowicz
Zdaniem Jacka Zydorowicza w ramach kultury unieważniania dokonuje się radykalnej rewaloryzacji kultury. Korekta następuje w zgodzie z wrażliwością obowiązującą w danym miejscu i czasie, w tym poprawnością polityczną. Powyższe nie ogranicza się tylko i wyłącznie do wskazywania i oceniania określonych zachowań czy postaw jako „złych”, ale dąży się do całkowitego „wymazania” jednostek, grup, społeczności, czy nawet narodów.

### Marek Krajewski
Według Marka Krajewskiego kultura unieważnienia to działanie znacznie mniej oddolne. Stanowi raczej „prosystemową reakcję podmiotów zaniepokojonych demokratyzacją zasobów, których zmonopolizowanie gwarantowało jeszcze niedawno ich hegemoniczne panowanie”. Samoobrona dominujących elit może doprowadzać do zawłaszczania przez nie akcji cancelujących i, paradoksalnie, może wzmacniać reputację tych, w kierunku których zwykle wymierzane są działania cc. Skonstruowanie pojęcia cancel culture może, według Krajewskiego, przynieść skutki odwrotne od zamierzonych i doprowadzić do „upowszechnienia sieciowego unieważnienia, osłabić zaufanie wobec działań konstruktywnych dla kapitalizmu afektywnego oraz wzmocnić procesualny charakter kultury”.
Kultura unieważniania, według Marka Krajewskiego, wpisuje się w pięć ram:
- jest swoiście pojętą „bronią słabych”, narzędziem oporu kulturowego i egzekwowania sprawiedliwości od uprzywilejowanych osób, które częstokroć stoją poza prawem, są chronione przez koterie lub, dzięki pozycji finansowej i społecznej, trudne do dosięgnięcia przez tradycyjny wymiar sprawiedliwości, czują się bezkarne i wszechmocne. Prowadzi to do ich widocznej przez ogół społeczeństwa demoralizacji. Celem unieważniania jest zatem zmniejszanie asymetrii w relacjach społecznych, odpowiadanie na przemoc przemocą reaktywną, używaną nie do dominacji, ale zmniejszania opresji (podobne cele ma partyzantka);
- jest pozaprawną, oddolną formą wymierzania sprawiedliwości nie w formie cielesnej (lincz), ale w drodze wycofywania szacunku, autorytetu, uznania, członkostwa, a wszystko to poprzez publiczne upokorzenie, ujawnienie dwulicowości, co doprowadzić ma do dyskredytacji oraz utraty wiarygodności; sankcja w tym wypadku przenika całe życie ofiary, nie zakłada się możliwości wytłumaczenia rzekomych bądź faktycznych błędów czy obiecania poprawy, co sprzeczne jest z wartościami współczesnego sądownictwa krajów rozwiniętych; następuje esencjonalizacja, czyli utożsamienie osoby z jej dorobkiem naukowym lub artystycznym i jego zakwestionowanie, często za jeden czyn; pojawia się również ikonoklazm – karanie wizerunków i dzieł, ich niszczenie bądź ukrywanie, ewentualnie wycofywanie z wystaw i muzeów;
- nie istnieje de facto; kwestionuje się samo istnienie kultury unieważniania – np. instagramerka Sarah Hagi twierdzi, że problem cc jest pozorny, ponieważ unieważnienie istniało zawsze, a przejawiało się w karach i opresjach doświadczanych przez osoby podporządkowane ze strony establishmentu, szefostwa korporacyjnego itp.; następuje więc tylko zmiana wektora oddziaływania kary; dziennikarz i publicysta Wojciech Borowicz wskazał, iż cancel culture działa wbrew zamierzeniom karzących, zwiększając zainteresowanie osobami i dziełami unieważnianymi; Martina Thiele z Uniwersytetu w Tybindze kładzie natomiast nacisk na pozorność wolności słowa w społeczeństwach konsumpcyjnych, gdzie do mediów dostęp ma zaledwie garstka osób uprzywilejowanych, mogących głosić mainstreamowe poglądy, a zatem cancelowanie jakichś wybranych jednostek za pojedyncze czyny jedynie odwraca uwagę od nierówności w możliwościach głoszenia swoich poglądów między elitami a resztą społeczeństwa;
- jest mutacją kultury celebryckiej i wypływa z tradycji prasy brukowej czy papparazzich, gdzie stanowi formę walki o widzialność w sieci w drodze denuncjacji, oskarżania, oczerniania itp.;
- jest formą uproszczenia kultury ze złożonej struktury do kwestii pojedynczych win, ich piętnowania i sprowadzania osób do uosobień problemów, które symbolizują; w tym kontekście stanowi formę kulturowej ortodoksji; Jo Ann Oravec z Robert F. and Jean E. Holtz Center nazywa ją wyobraźnią moralistyczną, która nie jest w stanie wiele zmienić w stosunkach społecznych, i może być definiowana jako dyktatura mniejszości praktykowana przez nowych hunwejbinów dążących do przebudowy kanonu kulturowego, unieważnienia tradycji, destrukcji wartości religijnych lub narodowych, prowadząca do eksperymentowania z budową nowego człowieka poprzez pranie mózgów; w tym zakresie może być formą neomarksizmu; w duchu protestu przeciwko takiemu rozumieniu kultury unieważnienia powstał list w obronie sprawiedliwości i otwartej debaty, opublikowany w lipcu 2020 w „Harper’s Magazine” i podpisany m.in. przez Anne Applebaum, Noama Chomsky’ego, Stevena Pinkera, Stevena Lukesa oraz Francisa Fukuyamę[1].

### Marta Zimniak-Hałajko
Kulturoznawca Marta Zimniak-Hałajko określiła cancel culture jako formę dyskredytowania tych osób, które zachowywały się w sposób niezgodny z założeniami poprawności politycznej.

## Historia

### Prekursorzy
Zjawisko cancel culture nie jest w historii nowe – ogniskuje dobrze znane z kultury fenomeny (zawstydzanie, ośmieszanie, degradowanie, poniżanie) przejawiające się kiedyś w takich formach jak stawianie pod pręgierzem, zakuwanie w dyby, wypalanie lub tatuowanie piętna, ośmieszanie wierszykami czy przyśpiewkami lub oprowadzanie w marszach i strojach hańby. Stanowić ma nieformalne narzędzie kontroli społecznej, którego celem jest eliminacja niebezpiecznych dla społeczności zjawisk. Zwiększa solidarność społeczną, aktualizuje wartości i normy, wzmacnia poczucie sprawczości, ale i poczucie winy z uwagi na stosowaną przemoc (podobnie jak w przypadkach linczów). Satysfakcję osądzającym przynosi obserwowanie upadku dotąd nietykalnych osób, co więcej – osób pozostających często poza prawem, ukrywających się za różnorakimi immunitetami, będących sprawcami zła lub bezprawia. Zjawisko cc ma trzy zasadnicze cechy różnicujące je od wcześniejszych praktyk nieformalnego, oddolnego karania:
- silne powiązanie z polityką sprawiedliwości społecznej, nastawienie na korygowanie stosunku do ras, płci itp.;
- istnienie „trzeciej strony”: instytucji, z którą powiązana jest piętnowana osoba i która to instytucja w obawie przed napiętnowaniem jej samej zrywa wszelkie kontakty z ofiarą, stając się de facto katem egzekwującym karę; instytucje takie stają się zatem zobowiązane do nasłuchiwania głosów społeczności i reagowania nawet na takie naruszenia norm, których nie kodyfikują żadne kodeksy;
- podstawową przestrzenią, w której zachodzą procesy unieważniania, są media społecznościowe czy szerzej – sieć internetowa[1].

### MeToo
Pojęcie przyjęło się w obiegu publicznym również dzięki działaczkom ruchu Me Too oraz innym ruchom społecznym. Miało to miejsce w 2018, jeszcze przed wystąpieniem Trumpa. Presji unieważniającej podległ np. Bill Cosby, który został uznany za winnego odurzenia i napaści seksualnej na kobietę. Elementem MeToo była call-out culture, czyli praktyka piętnowania mizoginicznych wypowiedzi.
Propagowali je także czarnoskórzy użytkownicy Twittera, gdzie było używane jako hasztag.

### Polityka w USA
Kultura unieważniania weszła do szerokiego dyskursu pod swoją nazwą pod koniec drugiej dekady XXI wieku. Szczyt zainteresowania tym zagadnieniem przypadł na okres kampanii prezydenckiej w USA w 2020 roku. Pojęcie cancel culture było zasadniczym motywem przemówienia Donalda Trumpa w Dniu Niepodległości pod Mount Rushmore (4 lipca 2020), co spopularyzowało tę tematykę również wśród szerokich mas społecznych. Według definicji Trumpa kultura unieważniania to negatywny proces zniekształcania historii, obrzydzania tradycyjnych symboli narodowych, jak również ograniczania wolności jednostek i cenzurowania życia publicznego. Jego celem jest usuwanie z przestrzeni publicznej i szerokiej dyskusji społecznej wszelkich postaw, wypowiedzi i pojęć niezgodnych z programem społecznym radykalnej lewicy, a także piętnowanie ludzi kłopotliwych dla społeczeństwa libertariańskiego.

## Krytyka
Zdaniem konserwatywnych krytyków istnienie kultury unieważniania może prowadzić do ograniczenia wolności słowa. Amerykańska The Foundation for Individual Rights in Education podała, że tylko od połowy drugiej dekady XXI wieku ponad czterystu amerykańskich uczonych było celem oskarżeń ze strony przeciwników ideologicznych, którzy żądali zwolnienia, zawieszenia, zdegradowania albo ocenzurowania wypowiedzi swoich konkurentów. Według innych badaczy obawy te są nieuzasadnione i są rodzajem paniki moralnej, ponieważ samo „unieważnianie” jest tylko ekspresją czyichś poglądów i elementem wolności słowa.
Według badań empirycznych Pippy Norris odczucie istnienia mocnej kultury unieważnienia zależy od rodzaju dominującej kultury danego kraju. W krajach rozwiniętych, gdzie uniwersytety są zdominowane przez poglądy bardziej liberalne, zagrożeni unieważnieniem czują się naukowcy konserwatywni. W krajach konserwatywnych natomiast zagrożeni czują się naukowcy liberalni.